# Station Chrośnica
Station Chrośnica is een spoorwegstation in de Poolse plaats Chrośnica.